# Кубок Европы по бегу на 10 000 метров 2018
Кубок Европы по бегу на 10 000 метров 2018 года прошёл 19 мая на стадионе «Парламент-Хилл» в Хампстед-Хит, известном парке Лондона. Великобритания впервые в истории принимала эти соревнования. Участники разыграли командный приз в соревнованиях у мужчин и женщин.
Кубок Европы прошёл одновременно с соревнованиями «Ночь личных рекордов» (англ. Night of the 10,000m PBs), которые были организованы клубом Highgate Harriers в 2013 году и довольно быстро стали популярными среди бегунов и зрителей. Традиционно на финишной прямой была организована специальная зона для болельщиков: на 60-метровом участке они наблюдали за забегами непосредственно с четвёртой беговой дорожки.
На старт вышли 90 бегунов из 24 стран Европы, из них 45 мужчин и 45 женщин. Каждая страна могла выставить до 6 человек в каждый из двух командных турниров. Победители определялись по сумме результатов 3 лучших участников.
Два мужских и два женских забега Кубка Европы стали главным событием соревнований, продолжавшихся более восьми часов. Перед розыгрышем европейского трофея были проведены пять забегов на 10 000 метров в рамках турнира «Ночь личных рекордов».
Среди женщин основная борьба за победу развернулась между кенийкой Лоной Чемтаи, выступающей за Израиль, и Анкуцой Бобочел из Румынии. На второй половине дистанции Чемтаи смогла оторваться от соперницы и выиграть турнир с лучшим результатом мирового сезона — 31.33,03. Бобочел более чем на полминуты улучшила свой личный рекорд и финишировала второй — 31.43,12.
Во главе мужского забега к заключительному километру остались два бегуна, немец Рихард Рингер и Мурад Амдуни из Франции. Исход их противостояния решился в финишном спринте, который выиграл Рингер. Оба бегуна установили высокие личные рекорды, 27.36,52 и 27.36,80.

## Результаты

### Командное первенство
Испанские мужчины в 10-й раз выиграли Кубок Европы. В то же время абсолютно лучшая сумма была у британских бегунов, однако двое из них (Энди Вернон и Крис Томпсон) не были заявлены в составе команды, и их результаты не пошли в зачёт. Вернон и Томпсон стали призёрами чемпионата Великобритании, который проводился одновременно с Кубком Европы и турниром «Ночь личных рекордов». В зачёт хозяев соревнований пошли результаты первого, четвёртого и пятого из финишировавших британцев — они были в официальной заявке сборной на Кубок Европы.
Женский Кубок Европы был вручён команде Румынии, однако после уточнения результатов в официальных протоколах соревнований на первом месте оказалась сборная Великобритании.
| Место | Команда | Время                                                       | Общее время |
| ----- | --- | ----------------------------------------------------------- | ----------- |
| 1     | Испания · Адель Мешааль · Антонио Абадиа · Фернандо Карро · Хуан Антонио Перес · Яго Рохо · Мохаммед Джеллуль | 27.50,56 28.20,45 28.29,65 (28.35,59) (28.46,37) (29.16,27) | 1:24.40,66  |
| 2     | Великобритания · Александр И · Бен Коннор · Мохаммед Адан · Люк Трейнор · Сэм Стаблер                         | 27.51,94 28.31,59 28.39,79 (29.20,32) (31.16,81)            | 1:25.03,32  |
| 3     | Франция · Мурад Амдуни · Флориан Карвальо · Мохаммед Сергини · Янн Шрюб                                       | 27.36,80 28.06,78 29.30,10 (29.35,23)                       | 1:25.13,68  |
| 4     | Украина |                                                             | 1:26.23,06  |
| 5     | Израиль |                                                             | 1:27.26,73  |
| 6     | Ирландия |                                                             | 1:29.41,88  |
| 7     | Швейцария |                                                             | 1:30.01,88  |

| Место | Команда                                                                                      | Время                                            | Общее время |
| ----- | -------------------------------------------------------------------------------------------- | ------------------------------------------------ | ----------- |
| 1     | Великобритания · Шарлотт Артер · Луиза Смолл · Дженнифер Несбитт · Клер Дак · Файе Фуллертон | 32.15,71 32.34,73 32.38,45 (32.52,85) (33.47,70) | 1:37.28,89  |
| 2     | Румыния · Анкуца Бобочел · Роксана Быркэ · Кристина Симьон · Андрея Пышку                    | 31.43,12 32.30,97 33.20,97 (34.12,80)            | 1:37.35,06  |
| 3     | Германия · Мириам Даттке · Натали Таннер · Сабрина Моккенхаупт                               | 32.40,58 32.44,52 33.00,95                       | 1:38.26,05  |
| 4     | Испания                                                                                      |                                                  | 1:39.02,76  |
| 5     | Украина                                                                                      |                                                  | 1:39.20,27  |
| 6     | Ирландия                                                                                     |                                                  | 1:40.09,18  |
| 7     | Италия                                                                                       |                                                  | 1:42.43,18  |

### Индивидуальное первенство
| Место | Спортсмен           | Страна         | Время    |
| ----- | ------------------- | -------------- | -------- |
| 1     | Рихард Рингер       | Германия       | 27.36,52 |
| 2     | Мурад Амдуни        | Франция        | 27.36,80 |
| 3     | Йеманеберхан Криппа | Италия         | 27.44,21 |
| 4     | Адель Мешааль       | Испания        | 27.50,56 |
| 5     | Александр И         | Великобритания | 27.51,94 |
| 6     | Флориан Карвальо    | Франция        | 28.06,78 |
| 7     | Гирмав Амаре        | Израиль        | 28.15,41 |
| 8     | Антонио Абадиа      | Испания        | 28.20,45 |
| 9     | Николае Соаре       | Румыния        | 28.25,38 |
| 10    | Фернандо Карро      | Испания        | 28.29,65 |

| Место | Спортсмен           | Страна         | Время    |
| ----- | ------------------- | -------------- | -------- |
| 1     | Лона Чемтаи         | Израиль        | 31.33,03 |
| 2     | Анкуца Бобочел      | Румыния        | 31.43,12 |
| 3     | Шарлотт Артер       | Великобритания | 32.15,71 |
| 4     | Роксана Быркэ       | Румыния        | 32.30,97 |
| 5     | Катажина Рутковская | Польша         | 32.31,40 |
| 6     | Софи Дюарт          | Франция        | 32.34,07 |
| 7     | Луиза Смолл         | Великобритания | 32.34,73 |
| 8     | Дженнифер Несбитт   | Великобритания | 32.38,45 |
| 9     | Мириам Даттке       | Германия       | 32.40,58 |
| 10    | Натали Таннер       | Германия       | 32.44,52 |